# Храм Николая Чудотворца (Лион)
Храм святителя Николая Чудотворца (фр. Eglise russe de Saint-Nicolas) — православный храм в Лионе, находящийся в юрисдикции Западно-Европейской епархии неканонической РПЦЗ Агафангела (Пашковского).

## История
После революции 1917 года большое количество русских эмигрантов обосновалось во Франции, в том числе в Лионе.
В 1924 году в город прибыл из России генерал Павел Максимович-Васильковский, который устроил в своей квартире православную церковь в честь Покрова Пресвятой Богородицы, где богослужения стал совершать священник Андрей Мишин. Вскоре в Лионе возникла община, которая сняла в центре города зал и установила в нём походный иконостас.
В 1926 году после раскола русской православной эмиграции в Западной Европе на «евлогиан» и «карловчан», Покровский храм остался в ведении, митрополита Евлогия (Георгиевского).
Вместе с тем, часть русских лионцев пожелала и далее оставаться в юрисдикции Архиерейского Синода под председательством митрополита Антония (Храповицкого). Поначалу они думали выстроить отдельный каменный храм во имя священномученика Иринея Лионского в память русских воинов, «погибших на бранных полях, приявших лютые муки в годы лихолетья, затерянных на чуждых кладбищах», однако средств на это не хватило.
После долгих поисков был найден большой, вместительный деревянный барак на улице Барабан, и 11 мая 1928 года был официально основан новый русский православный храм, посвящённый святителю Николаю Чудотворцу в воспоминание царя Николая II. Решением Архиерейского Синода РПЦЗ из Югославии был направлен в Лион священник Виктор Пушкин. Иконостас написала прихожанка Людмила Галич.
С приходом к власти во Франции в мае 1936 года левацкого «Народного Фронта» русским белым эмигрантам стало особенно тяжело. Был распущен ряд русских белоэмигрантских организаций, оказывалось содействие советской контрразведке в поимке и депортации деятелей Белого движения. Неоднократно протопресвитер Виктор Пушкин получал анонимные угрозы: «Сбреем тебе бороду», «Сожжём твою церковь» и в ночь на 13 июня 1937 года храм, со всем имуществом, сгорел дотла.
Несмотря на трудности, было принято решение строить каменный храм. После месяцев скитаний, когда приходилось служить то на квартирах, то в наёмных залах, был наконец найден подходящий участок земли и 7 мая 1938 года совершена закладка нового храма на 200 человек. Протопресвитер Виктор стал главным вдохновителем строительства и главой строительного комитета. Автором проекта стал русский архитектор-эмигрант Сергей Баздерев. Много сделал француз Жюль Рош, долго живший в России — он ссудил 50 тысяч франков. Храм строили своими руками, главным образом вечером, после работы. Возили тяжёлые тачки, носили кирпичи, клали цемент. Сам настоятель месил глину. Были созданы две бригады, которые работали с большим усердием. Средства собирали везде, где только могли. Работы шли в течение всей Второй мировой войны, несмотря на военное положение, на бомбардировки, на крайне тяжёлое экономическое положение. Молодёжь, на велосипедах, ездила за город и привозила, с большим трудом найденные продукты, чтобы кормить на месте работающих.
31 августа 1945 года вместе с митрополитом Серафимом (Лукьяновым) и настоятелем протопресвитером Виктором приход перешёл в юрисдикцию Московского Патриархата.
5 мая 1946 года храм был освящён митрополитом Серафимом.
17 января 1948 года приход вместе с настоятелем вернулся в юрисдикцию в РПЦЗ.
После войны так как часть прихожан покинула Лион. Из-за финансовых трудностей (постройка обошлась в 600 тысяч франков) отделка храма в послевоенные годы шла довольно медленно.
С 1950 года до 1953 года Архиерейским Синодом РПЦЗ из Белграда был направлен вторым священником при храме молодой архимандрит Антоний (Бартошевич), будущий долголетний правящий архиерей Западно-Европейской епархии. Отец Антоний был назначен в Лион с послушанием расписать иконостас. Он был также автором запрестольного образа и иконы святителя Иринея Лионского. Первые иконы в иконостасе исполнил известный иконописец Леонид Успенский.
В 1970-е в храме обрушился потолок и ремонт потребовал от общины больших расходов. Настоятель, отец Василий, потратил на него все свои личные сбережения.
Со времен Лион расширялся, и вокруг храма появилась новая застройка, в связи с чем приход в 1978—1980 годах силами прихода был выстроил вместо обветшавшего новый церковный дом, посадив рядом берёзы в память о России. В 1981 году храм облицевали и заново покрасили купол. Вскоре поблизости появилась станция метро «Шарпен», и народу в церкви прибавилось. В 1998 году дом надстроили на один этаж.
В 2000 году актив прихода выступил против шагов, направленных на примирение с Церковью в Отечестве, принятых Архиерейским Собором РПЦЗ, состоявшимся в октябре 2000 года а в 2001 году присоединился к оформившейся тогда же неканонической РПЦЗ(В). На решение приходы повлияла позиция клирика храма, публициста и непримиримого противника Русской православной церкви протодиакона Германа Иванова-Тринадцатого.
В 2002 настоятель храма протоиерей Квентин де Кастельбажак и значительная часть прихожан принесли покаяние, вернувшись в каноническую Русскую Зарубежную Церковь. Однако большая часть клира и прихожан на чрезвычайном собрании 51 голосами против 35 выразили желание и далее оставаться в подчинении ушедшего в раскол епископа Варнавы (Прокофьева). Протоиерей Квентин и прихожане, пожелавшие оставаться в канонической РПЦЗ, основали в Лионе домовой храм мученика Иоанна Русского.
В 2006 году епископ Варнава (Прокофьев) принёс покаяние и вернулся в каноническую РПЦЗ, после чего на имя Архиерейского Синода РИПЦ 29 мая/11 июня 2006 г. поступило Прошение Приходского Совета Свято-Николаевского прихода РПЦЗ в г. Лион о принятии его клира и паствы под омофор РИПЦ: «После неожиданного и непонятного отпадения архиепископа Варнавы наш приход остался без архипастырского попечения… Желая не изменять избранному нами в 2001 г. пути быть верными истинной Зарубежной Церкви и Ея Первоиерарху Вл. Митрополиту Виталию, мы собрались в четверг 26 мая / 8 июня, тщательно изучили разные, представляющиеся нам возможности и пришли к единогласному убеждению, что Русская Истинно-Православная Церковь, вышедшая из Русской Зарубежной Церкви, является безусловно тем церковным организмом, который сегодня лучше всех воплощает традиционное учение Зарубежной Церкви, которому мы сами стараемся, по мере наших возможностей и духовных сил, следовать.
9/22 июня 2006 года Архиерейский Синод РИПЦ принял под омофор Русской Истинно-Православной Церкви обратившихся клир и паству. Лионскому Свято-Николаевскому приходу предоставлен статус Синодального ставропигиального подворья во Франции с подчинением Председателю Архиерейского Синода.
В 2010 году вместе со своим епископом Иринеем (Клипенштейном) приход перешёл в неканоническую юрисдикцию РПЦЗ под омофором Агафангела (Пашковского).
22 мая 2012 года Ириней (Клипенштейн) докладывал Архиерейцскому Собору РПЦЗ(А) о положении в приходе: «Приход хорошо укомплектован священно- и церковнослужителями, хороший хор, регулярно проводятся богослужения, есть кандидаты в священство». Сам Ириней  совершал в этом храме службы 3-4 раза в год.

## Настоятели
- Виктор Пушкин (11 мая 1928 — 26 апреля 1960)
- Сергий Кондратьев (1960 — 2 декабря 1968)
- Арсений (Серин) (1968—1973)
- Александр Поляков (1973—1976)
- Василий (1976—1978)
- Ириней (Рошон) (1978—1982)
- Игорь Дулгов (1985—1993)
- Квентин де Кастельбажак (1993—2002)
- Христо Петков (с 2002)